# Geocapital
A Geocapital é uma sociedade anónima com sede em Macau vocacionada para a realização de investimentos nos sectores básicos da economia do conjunto dos países e territórios de expressão portuguesa. Tem delegações em Portugal, Moçambique e na Guiné-Bissau. Criada no ano de 2006 para potenciar o contexto gerado pelo Fórum para a Cooperação Económica e Comercial entre a China e os Países de Língua Portuguesa, a Geocapital actua nas areas da banca, das infraestruturas e bio-combustiveis.

## Empresas participadas da Geocapital

### Portugal
- CEP – Companhia Europeia de Participações, SGPS (Gestão de investimentos financeiros)
- Palácio da Quinta – Administração de Bens, S.A. (Imobiliário);

### Macau
- Geocapital, Gestão de Participações, S.A. (Gestão de participações financeiras)
- Geotrading, S.A. (Trading);
- Geoenergia, S.A. (Investimentos no sector energético dos países lusófonos);
- Geovalor, S.A. (Gestão de projectos empresariais e apoio à promoção de investimentos nos países lusófonos);
- Geoger, S.A. (Concepção e execução de projectos de infra-estruturas nos países lusófonos);
- Georecursos, S.A. (Exploração e aproveitamento económico de recursos naturais nos países lusófonos).

### Angola
- Geopactum (Investimentos no sector financeiro e nos sectores básicos da economia de Angola);

### Cabo Verde
- Caixa Economica de Cabo Verde (Banca)
- Impar (Seguradora)

### Guiné-Bissau
- Banco da África Ocidental (Banca)
- Geogolfo, Sociedade de Investimento, S.A. (Energias renováveis);

### Moçambique
- Moza Banco (Banca)